# Nicolau dos Reis Lobato
Nicolau dos Reis Lobato (Soibada, Timor português, 24 de maio de 1946 — Turiscai, 31 de dezembro de 1978) foi um político timorense.
Filho primogénito de Narciso Manuel Lobato, natural de Leorema, Posto Administrativo de Bazartete, Administração de Liquiçá, e de Felismina Alves Lobato, natural de Malurucumo/Macadique, Posto Administrativo de Uatolari, Administração de Viqueque. O avô materno Domingos da Costa Alves, natural de Samoro, Soibada, foi catequista em Uatolari, daí o facto da mãe ter nascido em Malurucumo/Macadique.
Nicolau dos Reis Lobato foi primeiro-ministro de 28 de novembro a 7 de dezembro de 1975 e 2.º Presidente da República Democrática de Timor-Leste de 1977 a 1978.

## Biografia
Os pais tiveram 13 filhos sendo 1. Nicolau dos Reis Lobato o primogénito seguido por 2. António Bosco Lobato, 3. Rogério Tiago de Fátima Lobato, 4. Maria Cesaltina Francisca Alves Lobato, 5. Januario do Carmo Alves Lobato, 6. Domingos Cassiano Maria da Silva Lobato, 7. Luis Francisco de Assunção Alves Lobato, 8. Silvestre Lobato, 9. Madalena de Canossa Alves Lobato, 10. Elga Maria do Rosário Alves Lobato, 11. Jose Bernardo Alves Lobato, 12. Silvestre Agostinho Alves Lobato e 13. Elisa Maria Lobato. De toda esta numerosa prole Rogério Tiago de Fátima Lobato e o único sobrevivente. O pai morreu vítima de doença no dia 26 de abril de 1976 em Leorema. A mãe foi assassinada no Monte Maubere, Laclúbar, em julho de 1979. Todos os restantes irmãos, a excepção de Silvestre Lobato, nado-morto, tombaram como combatentes na longa luta de libertação nacional.
Nicolau dos Reis Lobato foi baptizado na Paróquia da Imaculada Conceição, de Soibada, missão católica do mesmo nome, pelo Padre Januário Coelho da Silva. Teve como padrinho Fulgêncio dos Reis Ornay, régulo de Fehuc Rin, Barique, e colega do pai.
Ainda menino foi um dos escolhidos para fazer a figura de anjo durante a famosa peregrinação da estátua de Nossa Senhora de Fátima a Timor em 1951. Recebeu toda a sua formação católica em Soibada e Dare, tendo-se convertido num verdadeiro católico praticante. Devoto de Nossa Senhora de Aitara empenhou-se pessoalmente em transportar a estátua da Virgem escondendo-a num esconderijo conhecido por Anin Kuak, em Soibada, para que não fosse profanada. Protector dos padres católicos durante a guerra teve como confidente e confessor o Padre Francisco Tavares, atualmente Pároco da Missão Católica de Ainaro.
Nicolau dos Reis Lobato cresceu até os 13 anos em Soibada, tendo feito os seus estudos primários no Colégio Nuno Alvares Pereira onde teve como colega, entre outros, Alberto Ricardo da Silva, que foi Bispo da Diocese de Dili, entre 2004 e 2015. Continuou como colega de Alberto Ricardo da Silva no Seminário Menor de Nossa Senhora de Fátima, em Dare, onde concluiu o 5.º Ano de Humanidades com distinção em todas as matérias, mas sobretudo em português e matemática. Como companheiros da infância teve, para além dos irmãos António e Rogério, António Cesaltino Osório Soares, Abílio Osório Soares, Luís Viana do Carmo e João Bosco do Carmo, vizinhos e filhos respectivamente dos mestres Fernando Soares e José do Carmo.
Para confirmar a sua fé católica basta lembrar que, após a invasão e durante o recuo para as montanhas circundantes de Díli, passou por Dare onde pediu ao Padre Alberto Ricardo da Silva para rezar uma missa por Timor-Leste. Tendo terminado a missa e ao despedir-se disse-lhe: - “SE EU MORRER REZE UMA MISSA POR MIM”. Quando morreu o colega fez-lhe a vontade, rezando uma missa pela sua alma.
Tendo desistido de seguir os estudos para ser sacerdote deixou o Seminário em 1965.
Durante os anos que esteve no Seminário foi escolhido pelo Reitor e nomeado durante três anos consecutivos Chefe dos seminaristas. Foi nestes anos que forjou o seu carácter como homem, líder e desportista.
Depois de deixar o Seminário o maior sonho de Nicolau dos Reis Lobato era formar-se em Direito, em Coimbra, Portugal. Contudo a doença do pai e a educação dos irmãos mais novos assim como a falta de apoio financeiro do então governo português impediram-no de realizar este sonho. No entanto não deixou de prosseguir os estudos secundários no Liceu Dr. Francisco Machado, em Díli, onde tirou com boas notas as cadeiras de Filosofia, OPAN (Organização Politica e Administrativa da Nação) e Português do 7.º Ano, alínea e). Em Díli, após a saída do Seminário, e acolhido, a pedido dos pais, na casa dos tios Armindo da Costa Tilman, primo da mãe, e Lídia da Silva Boavida em Bidau que o trataram como filho. Aí frequentava com assiduidade nos domingos o Paço Episcopal de Lecidere para assistir à missa rezada pelo então Bispo de Dili, Dom Jaime Garcia Goulart.
Em 1966 é incorporado no Exército Português. Completa o CSM (Curso de Sargentos Milicianos) com distinção sendo o 1.º classificado do curso, seguido de João Viegas Carrascalão como 2.º classificado e de Moisés da Costa Sarmento como 3.º classificado.
Este último viria mais tarde a tornar-se seu cunhado por casamento com a irmã Maria Cesaltina Francisca Alves Lobato. O cunhado e irmã foram chacinados barbaramente em Ratahu, Viqueque, em 1979.
Como militar do Exército Português esteve primeiro colocado na Diligência Militar de Bazartete. Após a promoção ao posto de Furriel Miliciano é transferido para a Companhia de Caçadores n.º 15 em Caicoli onde é nomeado Vago Mestre, responsável pela alimentação de todo o quartel. Ai trava conhecimento com o Primeiro-Sargento Timane, natural de Nampula, que, secretamente, lhe fala da luta de libertação nacional de Moçambique.
Tendo cumprido o seu serviço militar obrigatório regressa à vida civil em 1968. Primeiro emprega-se como funcionário da Missão Agronómica de Timor. Aí conhece o Regente Agrícola Marcelino, natural de Cabo Verde, que lhe fala do Partido Africano para a Independência da Guiné e Cabo Verde (PAIGC) e da luta de libertação nacional da Guiné e Cabo Verde. Terá então lido secretamente os primeiros livros sobre a luta da libertação nas então colónias portuguesas da África.
Da Missão Agronómica de Timor transita para a Repartição das Finanças onde ganha o concurso para a categoria de 3.º Oficial. Aí é-lhe dada a tarefa de supervisionar a feitura dos títulos de pagamento de todo o funcionalismo público.
Enquanto funcionário público na Repartição das Finanças, Nicolau dos Reis Lobato inicia uma nova fase na sua vida. Conhece Isabel Barreto com quem casa em 1972 na Capela de Bazartete tendo a festa do casamento ocorrido em Laulema, residência dos pais da Isabel Barreto. Os nubentes foram confirmados como Marido e Mulher pelo Padre Simplício do Menino Jesus, missionário originário de Goa e então Pároco da Missão de Liquiçá. Desta relação nasce o filho José Maria Barreto Lobato, único sobrevivente do casal. Mais tarde o filho passaria a chamar-se José Maria Barreto Lobato Gonçalves por ter sido adoptado pelos tios José Gonçalves e Olímpia Barreto. A esposa Isabel Barreto Lobato foi brutalmente assassinada no cais de Díli, no dia 7 de dezembro, dia da invasão de Timor-Leste pela Indonésia.
Como desportista praticou as modalidades de Voleibol, Basquetebol e Futebol tendo-se, contudo, esmerado na prática da modalidade de futebol no Clube Desportivo da União e depois no Clube Desportivo da Académica.
Em meados de 1974, no seguimento da Revolução dos Cravos de 25 de abril em Portugal, Nicolau dos Reis Lobato abandona voluntariamente o funcionalismo público português para se dedicar a tempo inteiro à criação da Associação Social Democrática Timorense (ASDT), que era pelo "direito à independência (autonomia progressiva com vista a uma independência)" em 20 de maio de 1974, com uma comissão organizadora constituída por Francisco Xavier do Amaral, Maria do Céu Pereira, Nicolau dos Reis Lobato, Aleixo Corte Real, Octávio Jordão de Araújo, Afonso Araújo, Rui Fernandes, Floriano Chaves e Sebastião Montalvão que davam à luta da libertação nacional de Timor português.
Aquando da transformação da ASDT em Fretilin (Frente Revolucionária de Timor-Leste Independente), no dia 11 de setembro de 1974, foi-lhe atribuído o cargo de vice-presidente.
Nicolau dos Reis Lobato, na sua qualidade de vice-presidente e na ausência impeditiva do então Presidente da Fretilin, Francisco Xavier do Amaral, liderou toda a ação de resposta à investida armada da UDT contra a Fretilin iniciada a 11 de agosto de 1975. Assim:
1. Na noite de 11 de agosto de 1975, com o apoio de Mari Alkatiri, Alarico Fernandes, António Carvarino, liderou um grupo de membros do Comité Central da Fretilin (CCF) para a retirada de Díli;
2. A 13 de agosto nova retirada das montanhas circundantes de Díli para Aileu - Ai-Sirimou;
3. Em Ai-Sirimou chefiou a delegação do CCF nos contactos com soldados e sargentos timorenses no Quartel de Aileu de modo a sensibiliza-los para a situação política e militar em Timor-Leste;
4. A 15 de agosto, perante a ausência impeditiva do então Presidente da Fretilin, e, com a colaboração de alguns membros do CCF, destacando-se aqui Mari Alkatiri, proclamou em Ai-Sirimou a Insurreição Popular Generalizada e Armada, definindo a estratégia de luta Popular e Prolongada. Neste mesmo dia Nicolau, Mari Alkatiri, Alarico Fernandes e mais alguns membros do CCF, assumindo as competências do CCF, fundaram as FALINTIL e criaram a primeira companhia das mesmas Forças;
5. A 17 de agosto, com uma ação concertada com os soldados e sargentos timorenses da companhia de Aileu, Nicolau liderou a ação que obrigou os oficiais portugueses a entregarem o Comando da companhia aos Timorenses (Sargento José Silva);
6. A partir desta data, Nicolau liderou todo o processo operacional político e militar de contraofensiva;
7. Durante os meses de setembro a novembro, Nicolau Lobato se destacou na definição de estratégias políticas e militares. Sempre foi defensor da necessidade do regresso de Portugal para reassumir a responsabilidade de descolonizar Timor-Leste; concentrou todos os esforços no sentido de se encontrar um entendimento entre os timorenses como ponto de partida para uma solução política do conflito;
8. Frustrados todos estes esforços Nicolau Nicolau Lobato dinamizou o processo que conduziu a Proclamação Unilateral da Independência de Timor-Leste a 28 de novembro de 1975.
9. No Governo constituído após a Proclamação da Independência Nacional, no dia 29 de novembro de 1975, Nicolau dos Reis Lobato tornou-se Primeiro-Ministro da República Democrática de Timor-Leste, no Palácio de Lahane. O Governo era constituído por si próprio, pelos: Ministro de Estado para os Assuntos Políticos - Mari Alkatiri; Ministro de Estado para os Assuntos Económicos e Sociais - Abílio Araújo; Ministro de Relações Externas e Informação - José Ramos Horta; Ministro da Defesa - Rogério Tiago Lobato; Ministro da Informação Interna e de Segurança - Alarico Fernandes; Ministro das Finanças - Juvenal Inácio; Ministro da Educação e Cultura - Hamis Bassarewa; Ministro do Trabalho e Bem-Estar Social - Vicente Manuel dos Reis; Ministro da Justiça - António Carvarino; Ministro dos Transportes e Comunicação - Eduardo Santos; Ministro da Coordenação Económica e Estatísticas - José Gonçalves.
10. Em maio de 1977, face a problemas surgidos nas fileiras da Fretilin, que provocou a queda de Francisco Xavier do Amaral, Nicolau dos Reis Lobato foi nomeado presidente da Fretilin, 2.º Presidente da República Democrática de Timor-Leste e Comandante-em-Chefe das Falintil,[6] no dia 16 de maio de outubro de 1977.[7]

### Morte
A 31 de dezembro de 1978, morreu em combate no vale de Mindelo, entre Maubisse, Turiscai e Manufahi. Segundo "o COMDOMP recebeu através do Comandante Lelo Sa'e (Tiago), do Setor Centro sul, acompanhado de algumas forças, um comunicado sobre a morte de Presidente da RDTL e da Fretilin, Nicolau dos Reis Lobato, no dia 31 de dezembro de 1978, no campo de batalha nas áreas de Maubisse".

### Homenagens

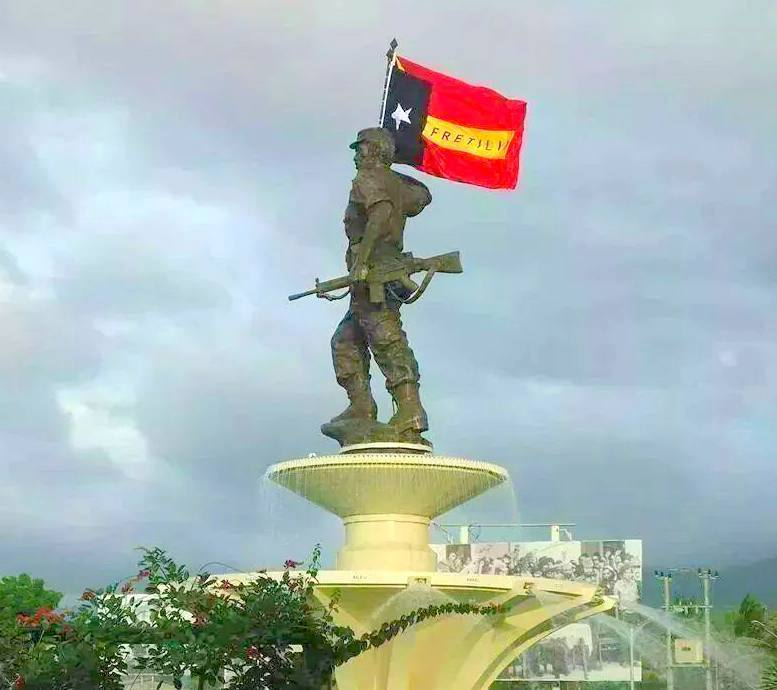
Estátua do Primeiro-Ministro e 2.º Presidente da República foi inaugurado no dia 20 de maio de 2014

Hoje, devido a sua reputação tem um aeroporto, uma avenida e o Palácio Presidencial Nicolau Lobato em Díli e o Centro de Instrução do Comandante Nicolau Lobato das Forças de Defesa de Timor-Leste, perto de Metinaro.